# Eglon (koning)

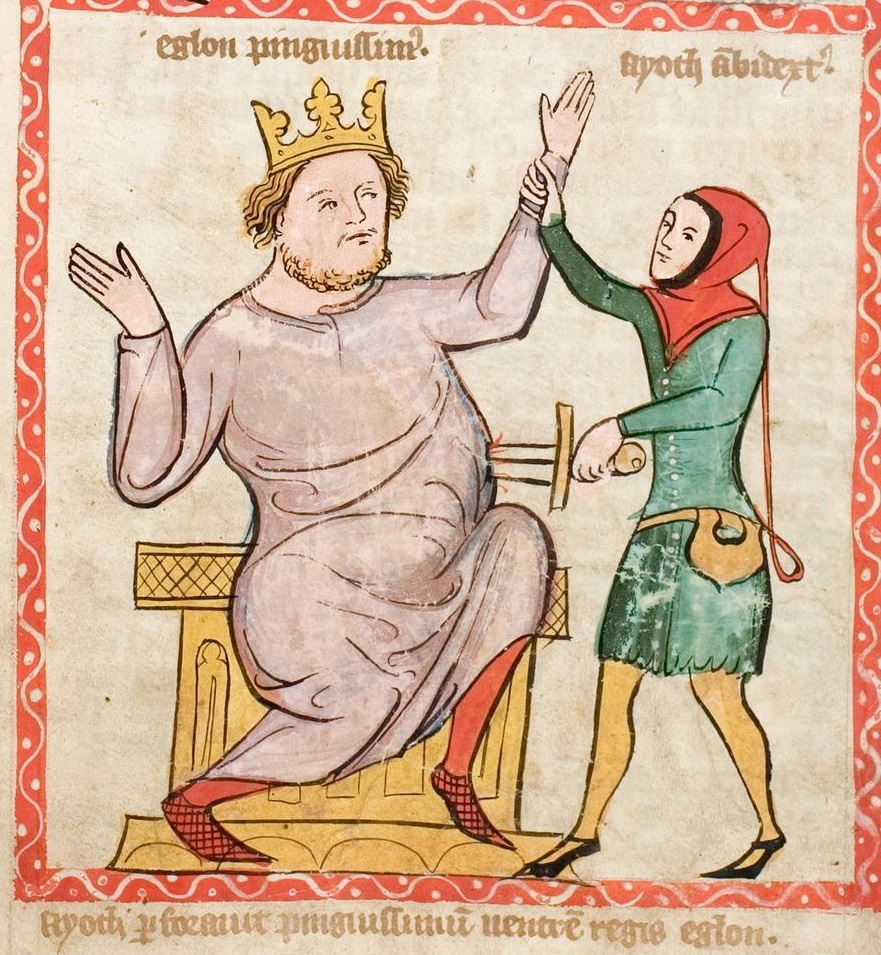
De moord op koning Eglon, Speculum Humanae Salvationis, 1360.

Eglon  was volgens Rechters 3:12-26 in de Hebreeuwse Bijbel een koning van de Moabieten.
Tegen het verbod van God in, vermengden de Israëlieten zich met de volkeren die ook in het beloofde land woonden. Toen Eglon samen met de Ammonieten en de Amalekieten tegen de Israëlieten optrok, schonk God hen de overwinning, zodat zij Jericho konden innemen. De Israëlieten bleven hierna 18 jaar onderworpen aan Eglon. Daarna bracht Ehud een geschenk aan de koning en profiteerde van de gelegenheid om de koning te vermoorden.